# Ruderverein Wiking Linz
Der Ruderverein Wiking Linz (RV Wiking Linz) ist ein Ruder- und Tennisverein in Linz. Er wurde 1900 gegründet.
Am 17. Mai 1900 wurde der zweite Linzer Ruderklub RV Wiking Linz gegründet. Franz Schnopfhagen war Gründungsmitglied des Klubs und fungierte die ersten zehn Jahre als erster Präsident. Ab 1920 sorgte Präsident Robert von Gasteiger nicht nur als Funktionär, sondern auch als Trainer für Erfolge: Wiking holte den ersten österreichischen Titel im Achter. Bei den Olympischen Spielen 1928 gewannen Leo Losert und Viktor Flessl im Doppelzweier die Bronzemedaille. Insgesamt nahmen zwölf Ruderer des RV Wiking an Olympischen Spielen teil. Hermann Bauer ist mit drei Olympiateilnahmen der Wiking-Ruderer mit den meisten Olympiaeinsätzen, 1989 gewann er eine Bronzemedaille bei den Ruder-Weltmeisterschaften.
Der RV Wiking Linz zählt heute zu den erfolgreichsten Rudervereinen Österreichs. Vor allem durch die Jugendarbeit ist dieser Ruderverein in Österreich bekannt geworden.